# منتج تلفزيوني
المنتِج التلفزيوني هو الشخص الذي يقوم بالإشراف على جميع جوانب إنتاج الفيديو في البرنامج التلفزيوني.
هنالك أنواع من المنتجين في برامج التلفزيون. المنتج التقليدي هو الذي يدير ميزانية العرض ويحافظ على الجدول الزمني؛ ولكن هذا لم يعد هو الحال في التلفزيون الحديث. بعض المنتجين يتخذ أكثر من دور تنفيذي؛ فهو يسجل برامج جديدة ويسلمها لشبكات التلفزيون، ولكن عند قبولها يركز على المسائل التجارية، كالميزانيات والعقود. منتجون آخرون ينخرطون أكثر في العمل اليومي، والمشاركة في أنشطة مثل كتابة السيناريو، وتصميم المشاهد، واختيار الممثلين، وحتى الإخراج.

## أنواع منتجي التلفزيون
أنواع مختلفة من المنتجين في صناعة التلفزيون اليوم تتضمن (بترتيب الخبرة):

### منتج تنفيذي
هنالك عدة معانٍ لمصطلح منتج تنفيذي أو منتج منفّذ:
- منفّذ العرض، وهو «الرئيس التنفيذي» المسؤول عن كل ما له علاقة بإنتاج العمل.
- الفرد الأعلى رتبةً المسؤول عن الإنتاج والإدارة اليومية للعرض.
- في الأعمال الخيالية يكون هو المسؤول عن غرفة الكتابة.
- مبتكر العمل الذي له سجل في كتابة أعمال سابقة ينال لقب المنتج المنفذ، حتى بعد مغادرته العمل. ويمكن للمنتج التنفيذي أيضًا أن يكون الكاتب الرئيسي.

### منتج تنفيذي مشارك
يلي المنتج المنفذ في الخبرة. يعمل ككبير موظفي العمل، ويشارك بفعالية في مهام فريق الكتابة.

### مشرف على العمل
يشرف على العملية الإبداعية في غرفة الكتابة، وغالبًا ما يساعد في النقاشات وإعادة الصياغة، وأيضًا في توجيه الكتّاب الجدد. في تلفزيون الواقع يقوم بالإشراف على الإخراج.

### منتج
المنتج قد لا يكون هو كاتب الحلقة، لكنه ساهم بشكل كبير من خلال النقاشات والمراجعات. وقد يكون هو المنتج التنفيذي السابق ولا يزال يكتب لهذا العمل، ولكنه تخلى عن منصبه. كذلك المنتج التقليدي الذي يتحمل مسؤولية اللوجستيات والمرافق المادية، ينال لقب «منتج».

### منتج مشارك
قد لا يكون هو كاتب الحلقة، لكنه ساهم بشكل كبير من خلال النقاشات والمراجعات.